# Аль-Минаа (стадион)
Стадион «Аль-Минаа» — спортивный, многофункциональный стадион в городе Басра, Ирак. Является домашним стадионом для футбольного клуба Аль-Минаа.

## История
История стадиона началась в конце марта 2011 года, когда министерство спорта и молодёжи Ирака решило снести старый стадион и построить новый на 30 000 мест.
Официально стадион был открыт 26 декабря 2022 года, матчем между Аль-Минаа и Аль-Кувейтом.

### Кубок персидского залива
В 2023 году был на этом стадионе несколько матчей 25-ого кубка персидского залива.
Вот матчи которые проходили во время турнира:
| # | Дата                | Матч                                                            | Результат |
| - | ------------------- | --------------------------------------------------------------- | --------- |
| 1 | 7 января 2023 года  | Сборная Бахрейна по футболу — Сборная ОАЭ по футболу            | 2:1       |
| 2 | 7 января 2023 года  | Сборная Катара по футболу — Сборная Кувейта по футболу          | 2:0       |
| 3 | 10 января 2023 года | Сборная Кувейта по футболу — Сборная ОАЭ по футболу             | 1:0       |
| 4 | 10 января 2023 года | Сборная Бахрейна по футболу — Сборная Катара по футболу         | 2:1       |
| 5 | 12 января 2023 года | Сборная Омана по футболу — Сборная Саудовской Аравии по футболу | 2:1       |
| 6 | 13 января 2023 года | Сборная Катара по футболу — Сборная ОАЭ по футболу              | 1:1       |
| 7 | 16 января 2023 года | Сборная Омана по футболу — Сборная Бахрейна по футболу          | 1:0       |